# چرخ بزرگ سیاتل

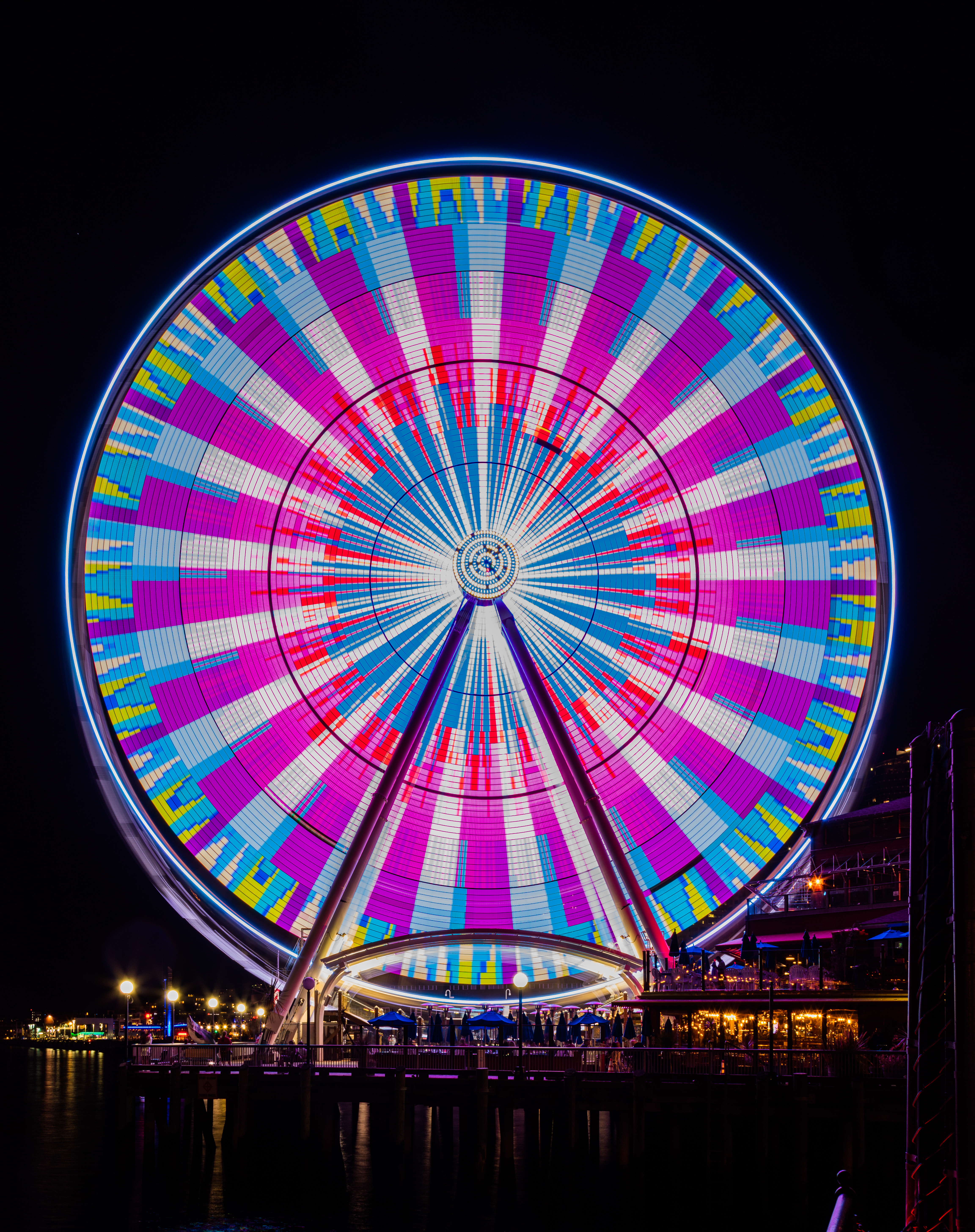
نگاره‌ای از چرخ بزرگ سیاتل سیاتل، واشینگتن.

چرخ بزرگ سیاتل (انگلیسی: Seattle Great Wheel) چرخ‌فلک عظیمی است که در اسکله ۵۷ در «الیوت بی» در سیاتل، واشینگتن قرار دارد. این پارک در ۲۹ ژوئن ۲۰۱۲ در ساحل غربی ایالات متحده آمریکا افتتاح شد.